# 대한민국 제5대 대통령 선거 민정당 후보 선출
대한민국 제5대 대통령 선거 민정당 후보 선출은 구 신민당을 계승해 창당된 민정당이 1963년 9월 12일 전당대회를 개최하고 윤보선 전 대통령을 제5대 대선 후보로 지명한 것을 말한다.

## 개요
당시 야권은 민주당, 민정당, 신정당, 민우당 등으로 분열되어 있었는데, 대통령 선거를 앞두고 이들 사이에서는 군정 세력의 집권을 막기 위해한 야권 단일화 논의가 고개를 들기 시작하였다. 이에 따라 민정당 내부에서는 5월 14일 창당대회에서 독자 대통령 후보 지명을 하지 않고, 일단 당 지도부에 후보 지명을 위임토록 하고 훗날 야권 단일화 진행 상황에 따라 결정을 내리자는 주장이 나왔다. 그러나 민정당은 끝내 대통령 후보를 우선 지명한 후 단일화에 나설 것을 결정하였다.
민정당은 1963년 5월 14일 대의원 980명 중 850명이 참석한 창당대회에서 윤보선 전 대통령을 대선 후보로 추대하였다. 이후 윤보선 후보는 7월 5일 야당 통합에 의한 단일 후보 실현을 위해서 후보직을 사퇴한다고 선언하였다. 결국 민정당, 민우당, 신정당 등 야권 3당은 합당에 합의하였으며, 8월 1일 서울시민회관에서 통합야당 '국민의당' 발기인 대회를 개최하였다.
신당의 지상 과제는 대선 후보 선출이었다. 김병로 민정당 대표와 이범석 민우당 고문은 불출마를 선언한 가운데 신당의 후보 지명전은 신정당에서 내세운 허정 전 국무총리와 김도연 전 신민당 당수의 양자 대결로 굳어졌다. 그러나 김도연은 신정당의 허정과 겨뤘을 때 인지도와 지지율 면에서 현격하게 밀리는 것으로 나타났고, 허정이 대세론을 타기에 이르자 민정당은 다시 윤보선을 내세우기로 결정하였다. 결국 김도연은 출마를 철회하였으며, 윤보선은 9월 4일 민정당 간부회의에 출석하여 사퇴 선언을 번복하고 국민의당 후보 지명전에 나설 것을 선언하였다.
이같이 민정당의 윤보선과 신정당의 허정이 서로 후보직 양보를 거부하며 통합 신당은 국민의당 창당대회 겸 대통령 후보 지명대회는 9월 5일 서울 시민회관에서 대의원 812명 중 803명이 참석한 가운데 열렸다. 다수파인 민정당 계열은 후보선출 투표를, 반대파는 사전조정을 주장 하면서 격돌해 대회장은 수라장으로 변했다. 다음날 대회도 후보 결정에 실패했다.
결국 1963년 9월 12일, 민정당은 국민의당 합류를 철회하고 대의원 1,095명 중 556명이 참석한 가운데 임시 전당대회를 개최, 윤보선을 대통령 후보로 재추대하였다.

## 같이 보기
- 대한민국 제5대 대통령 선거